# Fladdermusfisk
Fladdermusfisk (Ogcocephalus nasutus) är en fiskart som först beskrevs av Cuvier 1829.  Fladdermusfisk ingår i släktet Ogcocephalus och familjen Ogcocephalidae. Inga underarter finns listade i Catalogue of Life.

## Bildgalleri

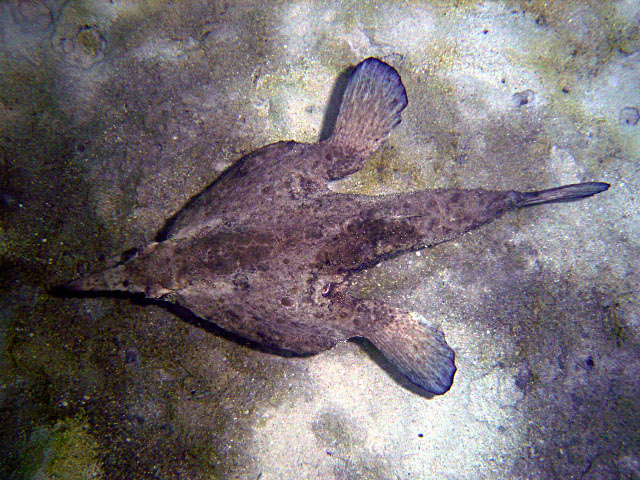
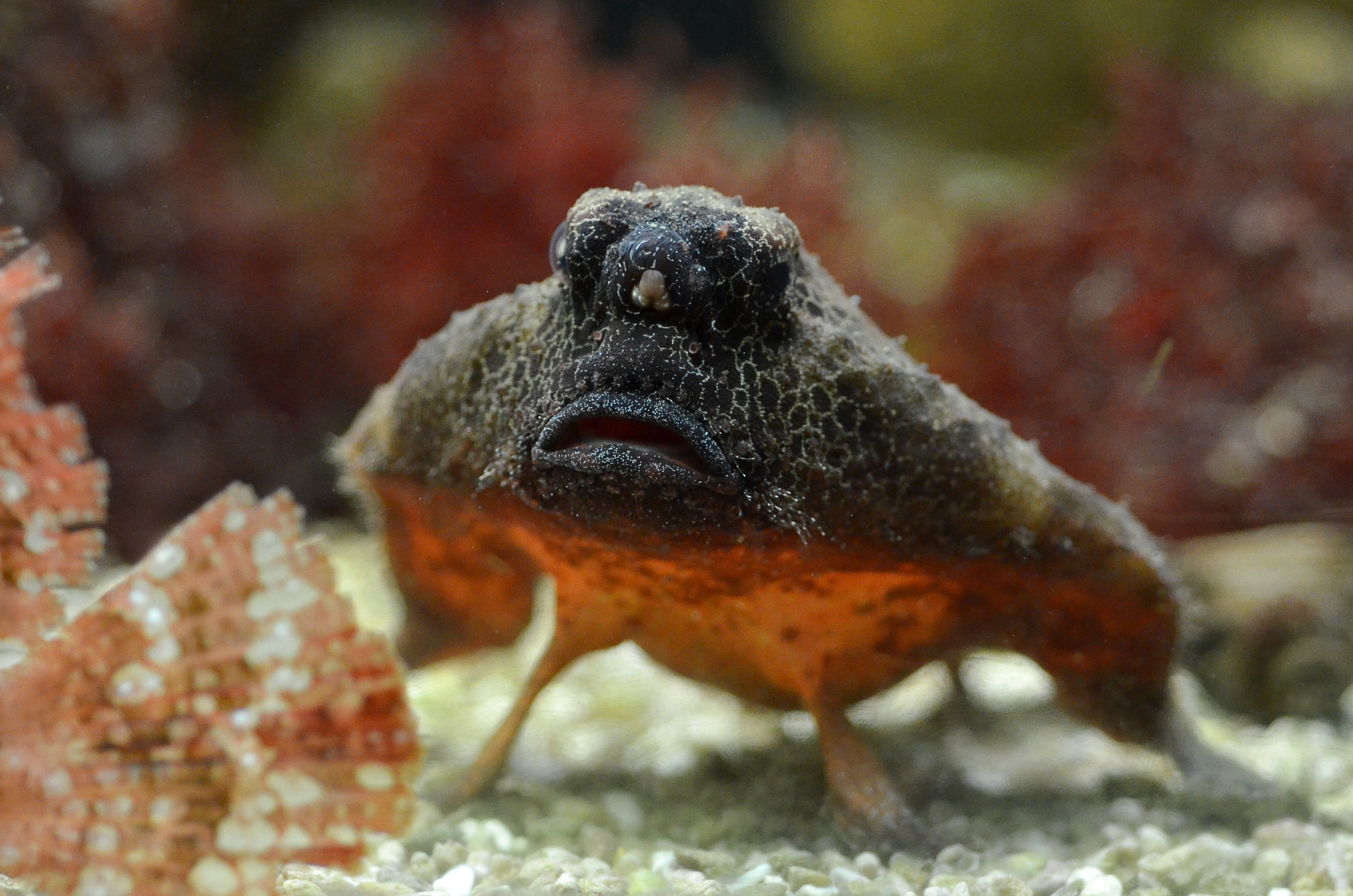
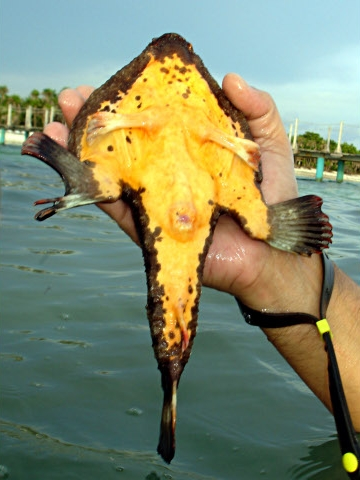